# 296 aC
El 296 aC va ser un any del calendari romà prejulià. A la República i a l'Imperi Romà es coneixia com l'Any del Consolat de Cec i Violent (o també any 458 ab urbe condita). La denominació «296 aC» per a aquest any s'ha emprat des de l'edat mitjana, quan el calendari Anno Domini va ser el mètode prevalent a Europa per a anomenar els anys.

## Esdeveniments

### Antiga Grècia. ElsDiàdocs
- Ptolemeu I Soter fa les paus amb Demetri Poliorcetes, a qui li cedeix en matrimoni seva filla Ptolemaida.[2]
- Làcares, demagog d'Atenes, aprofita que Demetri Poliorceta assetja la ciutat per organitzar una insurrecció contra el cap local Demòcares, al que expulsa, i ocupa el govern. Pausànias diu que com tots els tirans era inhumà cap als homes i sacríleg cap als déus, i va saquejar temples i especialment el Partenó, d'on va prendre els tresors, i fins i tot va privar l'estàtua d'Atena Pàrtenos dels seus guarniments.[3][4]
- Neoptòlem II, rei de l'Epir, signa un acord amb Pirros pel qual els dos compartirien la sobirania. L'acord va durar poc, perquè Neoptòlem planeja d'eliminar Pirros en un festival on es reuneix tota la noblesa i els dos reis. Però es descobreix la conspiració i Pirros mata el seu rival en el mateix banquet.[5]

### Antiga Roma
- Aquest any són elegits cònsols Api Claudi Cec i Luci Volumni Flamma Violent.[6]
- Api Claudi Cec dirigeix les seves tropes al Sàmnium amb èxit i després a Etrúria on es va salvar d'una situació militar delicada perquè seu col·lega Flamma Violent arriba a temps, i els dos derroten l'exèrcit combinat d'etruscs i samnites.[7]
- Flamma Violent és enviat al Sàmnium, en un moment crític de la Tercera Guerra Samnita, però quan un exèrcit samnita es presenta a Etrúria va allà per ajudar al seu col·lega. Appi Claudi es molesta en un primer moment, però finalment accepta a Flamma. No hi havia harmonia entre ells i una vegada els dos exèrcits units rebutgen els etruscs i samnites, Flamma torna a marxes forçades a Campània on els samnites havien saquejat la plana de Falèrnia, i els sorprèn a la vora del Liris mentre retornen amb els captius i el botí.[8]
- Publi Deci Mus II va obligar a l'exèrcit a evacuar els Samnites de la regió de Samni.
- Es consagra el Temple de Bel·lona al turó del Palatí de Roma, construït per un vot que havia fet Api Claudi Cec l'any 305 aC.[9]
- S'estableix una colònia romana a Minturnes, i una altra a Sinuessa una mica més avall de la costa, i les dues són anomenades Coloniae Maritimae, amb dret de ciutadania romana, sens dubte per assegurar les comunicacions amb la Campània.[10]